# フレックス・ルイス
ジェームズ・ルイス(James Lewis, 1983年11月15日 - ）は、イギリスウェールズカーマーゼンシャー出身の、現役ボディビルダー。フレックス・ルイス(Flex Lewis)の異名で知られる。

## 来歴
幼少期からラグビーに親しみ、ボディビルダーのトム・プラッツの脚の筋肉に憧れて12歳でトレーニングを始める。子供が使うと危険だからと両親が隠したダンベルを探し出して、夜中に家族が寝静まった時に隠れてトレーニングを行っていた。
15歳でフィットネスジムに入会して本格的なウエイトトレーニングを始め、スティーブ・ネイラーという当時地元で有名であったビルダーに勧誘されてボディビルデビュー。
2007年IFBBプロカード取得。2012年にミスター・オリンピアの212ポンドクラスが創立されて以降、2018年まで7連覇を果たし、212ポンドクラスの第一人者となった。2018年の大会を最後にオープンクラスに転向。

## 人物
トレーニングにおいては体を慣れさせないY3Tトレーニング法という手法を取り入れている。
食事はナッツ類、アボカドなどの良質な脂肪、複合炭水化物を重視したクリーンバルク。
同じイギリス出身のルーク・サンドーの生前は親交があり、彼が死去した際にもコメントを寄せている。